# Route des tropiques
Route des tropiques est un livre écrit par Roland Dorgelès et publié en 1944.

## Contenu
Il s'agit d'une compilation retravaillée de plusieurs ouvrages précédents de l'auteur, tous inspirés de ses voyages. 
La seconde partie du livre, intitulée « Soliloque marocain » reprend Le dernier Moussem(1938), récit de son voyage au Maroc effectué en 1932 et 1937. 
La première et la dernière partie, respectivement intitulées « Un Parisien chez les Sauvages » et « Entre le ciel et l'eau » sont inspirées du premier voyage lointain de l'écrivain en Indochine, où il séjourna quatre mois de décembre 1923 à avril 1924. Ce voyage lui a également inspiré le reportage Sur la route mandarine (1925), le roman Partir... (1926) ainsi que le récit de voyage Chez les beautés aux dents limées (1930). 
Roland Dorgelès avait également fait paraître, pour lui seul, un livre qui portait déjà le titre Entre le ciel et l'eau en 1930.

## Table des matières
- Un Parisien chez les Sauvages
- Soliloque marocain
- Entre le ciel et l'eau

## Rééditions
Édition originale : Route des tropiques, Albin Michel, 1944.
Rééditions :
- Route des tropiques, Éditions de la Frégate, 1944
- Route des tropiques, Albin Michel, 1946
- Route des tropiques, Albin Michel, 1950
- Route des tropiques, Actes Sud, coll. « Babel », 1997  (ISBN 2-7609-1803-3)[4].